# 北海道中央バス室蘭ターミナル
北海道中央バス室蘭ターミナル（ほっかいどうちゅうおうバスむろらんターミナル）は、かつて北海道室蘭市海岸町2丁目3-11に所在していた北海道中央バス（中央バス）の営業施設。札幌事業部札幌北営業所が管轄していた。

## 概要
1968年（昭和43年）10月13日に特急札室線に伴う室蘭側の窓口として開設。路線休止を経て1984年（昭和59年）4月25日の「高速むろらん号」新設により供用を再開した。1998年（平成10年）12月1日には月寒営業所の観光貸切営業所化により高速むろらん号とともに札幌北営業所管轄へ変更となり、翌1999年（平成11年）12月1日ダイヤ改正をもって廃止となった。

## 施設・発着路線
鉄筋コンクリート2階建ての1階に発券窓口と待合室を設置。2階は貸事務所となっていた。高速むろらん号1路線のみの発着で、建物前の駐車スペースで乗降を扱った。廃止後は1階も貸事務所となり、現在は「ほっともっと室蘭駅前店」が入店する。
高速むろらん号の起終点は「室蘭産業会館（旧・室蘭駅前）」停留所に変更となった。乗車券は室蘭観光協会（旧・室蘭駅舎）の観光インフォメーションセンターで取り扱う。